# Brazo de Plata
José Luis Alvarado Nieves, noto soprattutto con il ring name Brazo de Plata (Città del Messico, 19 marzo 1963 – Città del Messico, 26 luglio 2021), è stato un wrestler messicano.
A metà anni duemila militò per breve tempo anche nella WWE con l'identità di Super Porky.

## Carriera nel wrestling

### Circuito indipendente (1977–1990)
Alvarado Nieves debuttò sul ring con l'identità di "Brazo de Plata" ("braccio d'argento" in spagnolo), un lottatore mascherato che lottava principalmente in match di coppia con il fratello Brazo de Oro ("braccio d'oro") e in trio insieme al terzo fratello El Brazo ("il braccio"). I "Los Brazos", come erano chiamati i tre fratelli, lottarono in tutto il Messico e fecero anche qualche apparizione fugace nella NWA Hollywood Wrestling di Los Angeles, Stati Uniti. Mentre lavoravano per la NWA Hollywood Wrestling, i due si aggiudicarono i titoli NWA Americas Tag Team Championship sconfiggendo Chino Chou & Kiss il 7 novembre 1981. I due fratelli furono inoltre gli ultimi detentori della versione di Los Angeles dell'NWA World Tag Team Championship nel 1982.
Con il passare degli anni, Brazo de Plata e fratelli lottarono in un gran numero di federazioni di Lucha Libre dove gli incontri di punta erano quelli dove venivano messe in palio le maschere o i capelli. L'incontro di questo tipo più celebre al quale presero parte i Los Brazos si svolse il 21 ottobre 1988 quando Brazo de Plata, Brazo de Oro, & El Brazo misero tutti in palio le rispettive maschere in un match contro i Los Villanos (Villano I, Villano IV, & Villano V). Il match fu l'apice di un lungo feud tra le due famiglie e vide tutti e sei i wrestler sanguinare copiosamente nella fasi dell'incontro. Alla fine furono i Los Villanos a prevalere, costringendo gli avversari a togliersi le maschere e a svelare le loro identità. Nonostante la perdita delle maschere, considerato un grave disonore in Messico, in seguito i Los Brazos continuarono ad essere vittoriosi sul ring, aggiudicandosi vari titoli tag team, come l'UWA World Tag Team Championship, l'UWA World Trios Championship, il WWA World Tag Team Championship e il WWA World Trios Championship.

### Consejo Mundial de Lucha Libre (1985–2005)
Brazo de Plata debuttò nella Consejo Mundial de Lucha Libre (CMLL) nel 1985. Negli anni novanta, i Los Brazos lottarono prevalentemente nella CMLL, dove Plato, Oro, e El Brazo vinsero il CMLL World Trios Championship sconfiggendo i "Los Infernales" (Pirata Morgan, Satánico & MS-1) il 6 aprile 1993. I Brazos persero poi le cinture contro Dr. Wagner Jr., Gran Markus Jr. e El Hijo del Gladiador. Il 1993 vide inoltre Brazo de Plata conquistare il maggior titolo in carriera quando battendo Black Magic divenne CMLL World Heavyweight Champion, titolo che detenne per più di un anno.

### World Wrestling Entertainment (2005–2006)
Nel 2005 venne ingaggiato dalla World Wrestling Entertainment come parte della "Juniores Division" di SmackDown!. Gli venne affibbiato il ring name "Super Porky". Le sue furono partecipazioni esclusivamente comiche e non lottò mai sul ring. Nel marzo 2006 la Juniores Division venne soppressa, e tutti gli affiliati furono licenziati.

### Asistencia Asesoría y Administración (2006–2009)
Dopo tanti anni trascorsi nella CMLL, Brazo de Plata passò alla federazione rivale Asistencia Asesoría y Administración (AAA) facendo una delle sue prima apparizioni allo show annuale Verano de Escandalo del 2006. Fin dall'inizio Brazo de Plata fu introdotto nella storyline dei "Los Guapos VIP", una stable di wrestler ossessionati dall'aspetto fisico, l'opposto dello sguaiato e sovrappeso Brazo de Plata. A Verano de Escándalo, Brazo de Plata, Intocable, El Oriental & El Zorro persero contro il team composto da Alan Stone, Hator, Scorpio Jr., & Zumbido. Nello show successivo, Guerrera de Titanes 2006, Brazo de Plata venne rasato a zero dopo aver perso un Dog Collar Chain Match con Alan Stone e Scorpio Jr. La storyline con i Los Guapos VIP continuò per tutto il 2007 e proseguì nel 2008 dove si ebbe un colpo di scena. Il fratello di Brazo de Plata, El Brazo, arrivò nella AAA e sorprendentemente lo aggredì, diventando il leader dei Los Guapos VIP. La guerra tra i due fratelli culminò a Guerrera de Titanes 2008, dove i due si scontrarono all'interno di una gabbia d'acciaio. El Brazo perse l'incontro e venne rapato a zero. Nel marzo 2009 Brazo de Plata lasciò la compagnia, dopo aver perso contro La Parka nelle semifinali del Reyes de Reyes Tournament svoltosi il 15 marzo al Plaza Nuevo Progreso di Guadalajara.

### Ritorno nel circuito indipendente (2009–2021)
Dopo aver lasciato la AAA, Brazo de Plata tornò a lavorare in varie compagnie facenti parte del circuito indipendente, oltre che a lottare sporadicamente nella International Wrestling Revolution Group (IWRG), nella Perros del Mal Producciones (PdM), ed anche nella CMLL.

## Mixed Martial Arts
Il 5 maggio 2003, Alvarado Nieves lottò in un incontro di arti marziali miste all'evento Deep - 9th Impact svoltosi a Tokyo, Giappone. Perse per sottomissione al 2º round con Takumi Yano.

## Personaggio
Mosse finali
- Diving splash
- Senton a la Porky

Soprannomi
- "Super Porky" (sebbene fosse stato il suo nome ufficiale in WWE, divenne il suo soprannome quando tornò a combattere con il ring name Brazo de Plata)
- "Rotoporky"

## Titoli e riconoscimenti
- Consejo Mundial de Lucha Libre
  - CMLL World Heavyweight Championship (1)
  - CMLL World Trios Championship (1) – con Brazo de Oro & El Brazo[15]
  - Mexican National Tag Team Championship (1) – con Brazo de Oro[16]
  - Mexican National Trios Championship (3) – con Brazo de Oro & El Brazo (2) e El Brazo & Super Elektra (1)[17]
- Federación Internacional de Lucha Libre
  - FILL Trios Championship (1) – con Brazo de Oro& El Brazo[18]
- NWA Hollywood Wrestling
  - NWA Americas Tag Team Championship (1) – con Brazo de Oro[19]
  - NWA World Tag Team Championship (Los Angeles version) (1) – con Brazo de Oro[20]
- Pro Wrestling Illustrated
  - 229º classificato nella lista dei migliori 500 wrestler singoli nei PWI 500 del 2006
- Universal Wrestling Association
  - UWA World Tag Team Championship (1) – con Brazo de Oro[21][22]
  - UWA World Trios Championship (3) – con Brazo de Oro & El Brazo[23]
- World Wrestling Association
  - WWA World Tag Team Championship (1) – con Brazo de Oro[24]
  - WWA World Trios Championship (1)[25]
- Altri titoli
  - Distrito Federal Trios Championship (1) – con Brazo de Oro & El Brazo
  - Distrito Federal Tag Team Championship (1) – con El Brazo
  - Puebla Tag Team Championship (1) – con Brazo de Oro